# Papa furax
Pour les articles homonymes, voir Furax.
Papa furax (France) ou Su-Père Choqué (Québec) (I Am Furious Yellow) est le 18e épisode de la saison 13 de la série télévisée d'animation Les Simpson.

## Synopsis
Jeff Jenkins, le créateur d'une bande dessinée populaire, Dynamite Dog, vient faire une présentation dans l'école de Bart. Fascinés, les élèves décident de créer à leur tour un héros de bande dessinée. Nelson crée Dynamite Cat, Milhouse, Traca Dog et Ralph se met en scène.
Après une tentative avortée, Bart décide de créer un personnage colérique inspiré d'Homer. Bart dessine tous les incidents comiques dont Homer est victime en raison de son caractère irascible. Il crée une BD qui s'appelle Papa furax (Su-Père Choqué au Québec) et qui a beaucoup de succès à l'école. Le vendeur de bandes dessinées accepte même de la présenter dans son magasin. Au cours d'une séance de signature d'autographes Bart, est contacté par un agent d'une société qui travaille pour le net et qui souhaite faire de Papa furax une série d'animation en ligne.
Tout marche bien jusqu'au jour où Homer apprend qu'il est sur Internet et que tout le monde se moque de lui. Il décide de ne plus jamais se mettre en colère, ce qui n'est pas sans provoquer chez lui des problèmes de santé et ne fait pas l'affaire de Bart, privé de sa source d'inspiration principale. La série Papa furax n'a plus aucun succès et les producteurs sont ruinés.
Bart tend alors une série de pièges destinés à faire perdre son calme à Homer. Celui-ci résiste jusqu'au moment où il tombe dans une piscine pleine de peinture verte et se met dans une colère épique qui le fait ressembler à Hulk. Bart se fait réprimander par sa mère mais le Docteur Hibbert prend sa défense ; Bart a peut-être sauvé la vie d'Homer en lui permettant d'extérioriser sa colère rentrée. 

## Personnage célèbre
- Stan Lee apparait dans cet épisode dans la Boutique de BD qu'il ne quittera pas.
- Dan Castellaneta (VF: Philippe Peythieu) a son propre personnage quand Bart cherche quelqu'un pour le doublage de son père
- On voit Michel Girouard avec Mister T. dans la version québécoise.